# Полеводка
Полево́дка (рос. Полеводка) — селище у складі Бійського району Алтайського краю, Росія. Входить до складу Світлоозерської сільської ради.

## Населення
Населення — 246 осіб (2010; 250 у 2002).
Національний склад (станом на 2002 рік):
- росіяни — 95 %